# Carl-Åke Troilius
Carl-Åke Uno Troilius, numera folkbokförd under annat efternamn, född 24 mars 1954 i Lund i Malmöhus län, är en svensk före detta läkare och plastikkirurg. Han är dotterson till Åke Esbjörnsson.
Efter genomgången läkarutbildning fick Troilius sin läkarlegitimation 1982 och specialistutbildning i plastikkirurgi vid universitetssjukhusen i Linköping och Malmö. Som privatpraktiserande plastikkirurg i Malmö medverkade han 2003 tillsammans med sin personal i TV-serien Plastikkliniken. Han dömdes senare till fängelse för att ha våldtagit en patient och miste sin läkarlegitimation.

## Rättsfallet
Under sommaren 2007 förekom Trolius i pressen under namnet Plastikkirurgen efter att blivit anmäld för våldtäkt av en kvinnlig patient. 
Troilius dömdes hösten 2007 i Malmö tingsrätt till tre och ett halvt års fängelse för våldtäkten. Efter överklagan bekräftade hovrätten utfallet i skuldfrågan. Straffet blev däremot hårdare, fyra års fängelse , eftersom övergreppet betecknades som grovt, bland annat då patienten blivit försatt i försvarslöst tillstånd med hjälp av preparatet propofol och att våldtäkten därmed var planlagd. I samband med att domen i hovrätten föll begärde Socialstyrelsen att Troilius skulle fråntas sin legitimation. Troilius överklagan till Högsta domstolen ogillades och domen från hovrätten vann därmed laga kraft. I april 2008 beslutade Hälso- och sjukvårdens ansvarsnämnd att Troilius skulle fråntas sin legitimation.